# Ripley Subterrâneo
Ripley Subterrâneo é um thriller psicológico de Patricia Highsmith, o segundo romance de sua série Ripliad . Foi publicado em Junho de 1970. 
Seis anos após os eventos de O talentoso Sr. Ripley, Tom Ripley está agora com trinta e poucos anos, vivendo uma vida confortável na França com sua esposa herdeira, Héloïse Plisson. O estilo de vida na sua propriedade, Belle Ombre, é sustentado pela fortuna de Dickie Greenleaf, por trabalhos criminosos ocasionais com um americano chamado Reeves Minot e com Derwatt Ltd. - um esquema de falsificação de arte que ele ajudou a estabelecer anos antes como parceiro silencioso. 
Anos antes, depois de o pintor Philip Derwatt desaparecer e se suicidar na Grécia, os seus amigos - o fotógrafo Jeff Constant e o jornalista freelancer Ed Banbury - começaram a divulgar o seu trabalho e venderam uma série de pinturas autênticas. Graças aos seus esforços de relações públicas, Derwatt tornou-se mais famoso e as suas pinturas mais valiosas. Quando os Derwatts originais começaram a acabar, Ripley negociou com eles e convenceu Bernard Tufts, outro pintor, a produzir Derwatts forjados. O negócio de forja gera muito dinheiro, mas Tufts, que idolatrava Derwatt, é atormentado pela culpa pelo seu papel no esquema. 
A Derwatt Ltd. é ameaçada por um coleccionador americano descontente, Thomas Murchison, que supõe que um de seus Derwatts é uma falsificação. Preocupado que o esquema esteja prestes a ser descoberto, Ripley decide ir a Londres e personificar Derwatt, encontrar-se com Murchison e convencê-lo de que as pinturas são genuínas. Ripley não teve sucesso, no entanto, principalmente quando Tufts se encontra com Murchison e diz para ele não comprar mais Derwatts. Ripley, como ele mesmo, convida Murchison a Belle Ombre para inspeccionar a sua própria pintura de Derwatt (também uma farsa) para tentar convencê-lo de levar o caso a um curador da Tate Gallery e à polícia. 
Murchison inspeciona a pintura de Ripley e acredita que ela também é uma farsa. Percebendo que argumentar é inútil, Ripley esclarece toda a fraude, pedindo misericórdia pelo bem de Tufts. No entanto, Murchison recusa-se,pelo que Ripley o mata. Ele então abandona a mala e a pintura de Murchison no aeroporto de Orly e depois enterra seu corpo na floresta perto de Belle Ombre. Mais tarde, Chris, o primo de Dickie, aparece em viagem pela Europa. Ele apercebe-se do túmulo fresco do lado de fora da casa, mas não pensa muito nisso. Tufts também visita Ripley, abalado pelos acontecimentos recentes e dizendo que quer confessar tudo à polícia. Ripley diz a Tufts que ele matou Murchison e, percebendo sua terrível escolha de um túmulo, pede que ele ajude a mover o corpo. Juntos, eles lançam o cadáver num rio. 
A polícia francesa, juntamente com o inspector Webster do Met, investiga o desaparecimento de Murchison, fazendo viagens a Belle Ombre e inspeccionando a propriedade. Tufts deixa uma efígie pendurada no porão que é descoberta por Héloïse, junto com uma nota sugerindo que ele vai confessar. Quando volta para Belle Ombre, Tufts tenta, sem sucesso, estrangular Ripley, que sente pena de o ver perturbado e não retalia. Mais tarde, Tufts derruba Ripley com uma pá e o enterra vivo no túmulo vazio de Murchison. Ripley consegue escapar e retorna a Londres para se fazer passar por Derwatt para uma segunda aparição, desta vez para a esposa de Webster e Murchison. Sra. Murchison decide fazer uma visita a Belle Ombre, o último lugar em que seu marido foi visto. 
De volta a Belle Ombre, Ripley recebe a Sra. Murchison. Depois dela sair, Ripley percebe que Tufts está pensando em suicídio. Sentindo-se responsável, Ripley o procura na Grécia, Paris e, finalmente, Salzburgo. Lá, ele encontra Tufts, mas o pintor acredita que Ripley é um fantasma - ele acha que o matou na França. Tufts foge de Ripley e salta de um penhasco, matando-se assim. Ripley usa o cadáver para amarrar pontas soltas; ele parcialmente cria e enterra o corpo, certificando-se de esmagar ou ocultar os dentes. Ele então vai à polícia com a informação de que Derwatt se matou lá. Ao ver os diários suicidas, a polícia presume que Tufts também se matou em Salzburgo saltando de uma ponte. 
Com a saída de Bernard e Derwatt, as alegações de falsificação de arte não têm pistas activas e a existência da Derwatt Ltd. deixou de estar em risco. O romance termina com Ripley satisfeito, na cama com Héloïse, que prefere permanecer na ignorância relativamente às acções de Ripley, inclusive, como exactamente ele ganha o seu dinheiro. Ele recebe uma ligação optimista da galeria mostrando os Derwatts forjados, mas ainda teme que o próximo telefonema seja da polícia, que notou que as pessoas tendem a morrer depois de conhecer Ripley. 

## Recepção
Segundo Michael Dirda, Ripley Subterrâneo considera a autenticidade e a diferença entre aparência e realidade. Enquanto Ripley admira um par de pinturas de Derwatt nas suas paredes, na verdade ele prefere a falsificação à arte genuína. Dirda observa: "Forja, no entanto, impregna todas as páginas de Ripley Subterrâneo . Tom finge ser Derwatt. Murchison parece apanhar um avião em Orly. Uma efígie de Bernard é encontrada pendurada no pescoço. Um homem supostamente morto levanta-se do túmulo. Bernard é assombrado pelo que parece um fantasma. Neste mundo falsificado, apenas o pragmático Tom prospera, pois só ele reconhece que não há distinção que importe entre o que é real e o que é apenas aparentemente real." 

## Adaptações
- O filme de 1977 The American Friend, baseado principalmente no Jogo de Ripley, também usa elementos do enredo de Ripley Subterrâneo. [2]
- O romance foi filmado em 2005: Ripley Under Ground com Barry Pepper como Ripley e com Willem Dafoe, Alan Cumming e Tom Wilkinson em papéis secundários. O filme foi dirigido por Roger Spottiswoode.

### Televisão
- Partes do romance foram adaptadas em "A Gift for Murder", um episódio de 1982 do The South Bank Show. Jonathan Kent interpreta Ripley, e tem um cameo de Patricia Highsmith.

### Rádio
- A adaptação da Rádio BBC 4 em 2009 conta com Ian Hart como Ripley. [3]